# リスボン統連合軍司令部
リスボン統連合軍司令部（リスボンとうれんごうぐんしれいぶ、英語：Allied Joint Force Command Lisbon、略称：JFC-Lisbon）は、かつてあった北大西洋条約機構の軍事部門の大西洋・イベリア半島戦域の統連合軍司令部。ポルトガル共和国リスボン県オエイラス（pt:Oeiras (Portugal)）に司令部施設が所在しており、アフリカ大陸やインド洋方面にも部隊を展開していた。2012年をもって廃止。

## 概要
リスボン統連合軍司令部は以下の事項に対して責任がある。
- NATO即応部隊に対する司令部要員の準備。
- 海上または陸上部隊の連合統合任務部隊司令部の設置すること。
- 統合構成要員配備（DJSE）の概念の普及。

冷戦時代、1969年にイベリア大西洋方面司令部の恒久司令部施設をオエイラスに設置するため工事が始まり、1972年10月28日に施設は開設された。
1999年9月1日に、イベリア大西洋方面最高司令官（CINCIBERLANT）の指揮権は、南部大西洋司令官（CINCSOUTHLANT）に昇格し、NATO方面別の指揮命令系統は拡大し司令部組織は南大西洋方面最高司令部に改組される。
2003年6月12日に、指揮命令系統の合理化のために南大西洋最高司令官（CINCSOUTHLANT）に対する指揮権は大西洋連合軍最高司令官（SACLANT）から欧州連合軍最高司令官（SACEUR）へ移譲された。
リスボン統連合軍司令部は、アフリカ連合への支援を提供するため、ダルフールでの空輸任務のために幕僚はNATO即応部隊に準備を命じた。他に海上合同統合任務部隊司令部の準備や、平和のためのパートナーシップと地中海ダイアローグの支援に当たっていた。
2005年のパキスタン地震ではNATOも救援部隊を派遣したが、その大半はリスボン統連合軍司令部の所属であった。

## リスボン統連合軍司令官
長らく司令官はアメリカ海軍第6艦隊司令官（海軍中将）およびNATO打撃部隊司令官が兼務していたが、2009年初頭にフランス軍人、また最後の司令官はスペイン軍人が就任した。
| 代 | 氏名・階級                                                               | 所属軍             | 在任期間              |
| -- | ------------------------------------------------------------------------ | ------------------ | --------------------- |
|    | ヘンリー・G・ウルリッチ3世海軍中将                                       | アメリカ合衆国海軍 | 2004.3 - 2005.6.14    |
|    | ジョン・ディクソン・スタッフルビーム海軍中将 en:John Dickson Stufflebeem | アメリカ合衆国海軍 | 2005.6.15 - 2007.9.14 |
|    | ジェームズ・ウィニフェルド・ジュニア海軍中将 en:James A. Winnefeld, Jr.  | アメリカ合衆国海軍 | 2007.9.14 - 2008.8.20 |
|    | ブルース・W・クリンガン海軍中将                                          | アメリカ合衆国海軍 | 2008.8.20 - 2009.7.20 |
|    | フィリップ・ストルツ陸軍中将                                             | フランス陸軍       | 2009.7.20 - 2012.6.30 |
|    | マヌエル・メストレ・バレア空軍中将                                       | スペイン空軍       | 2012.7.1 - 2012.12.31 |